# Мичкасские Выселки
 Мичкасские Выселки  — село Нижнеломовского района Пензенской области. Входит в состав Кривошеевского сельсовета.

## География
Находится в северо-западной части Пензенской области на расстоянии приблизительно 16 км на юг-юго-восток от районного центра города Нижний Ломов на левом берегу реке Мичкас.

## История
Основано майором Семёном Яковлевичем Ознобишиным в 1725—1745 годах, затем в селе жили государственные крестьяне. С середины XIX века в село активно начали переселяться (около 2 тысяч человек) крестьяне село Мокрый Мичкас (ныне Пачелмского района). В 1877 году 159 дворов, церковь, лавка, постоялый двор, поташный завод. В 1888—1890 годах построена каменная церковь во имя Иконы Казанской Богородицы. В 1896 году работала земская школа. В 1911 году 278 дворов, школа уездного земства, народная библиотека, церковь, кредитное товарищество, мельница с нефтяным двигателем, 2 кузницы, кирпичный сарай, 8 лавок. В 1955 году — центральная усадьба колхоза «Труженик». В 1975 году в черту села включены соседние деревни Апраксино и Холуденево. В 2004 году — 160 хозяйств.

## Население
Численность населения: 731 человек (1864 год), 984 (1877), 1371(1897), 1603 (1911), 1363 (1926), 1245 (1930), 580 (1959), 389 (1979), 347 (1989), 412 (1996). Население составляло 360 человек (русские 92 %) в 2002 году, 257 в 2010.